# Locaute da NBA de 1996
O Locaute da NBA de 1996 foi o segundo locaute da história da NBA. Diferentemente do locaute que aconteceu no ano anterior, que durou 3 meses, esse locaute durou apenas algumas horas. Ou seja, esse locaute de 1996 é considerado apenas simbólico, uma vez que os proprietários impuseram uma paralisação no dia 9 de julho de 1996, e duas horas depois chegaram a um acordo com os jogadores.